# Paravan (fiskeredskap)
Paravan, även kallad pulka, är ett fiskeredskap. De tillverkas i plast eller trä och används för att man ska kunna fiska med flera fiskespön i samband med trolling. Man har vanligen en paravan på varje sida av båten och fäster spönas linor i paravanens lina. När en fisk hugger lossar spöets lina ifrån paravanens lina. Paravan kan med fördel även användas vid dörjfiske då den ersätter sänket. Vid napp får paravanen en annan dragpunkt och hoppar upp i vattenytan. Paravanen kan även ställas in för att skära ut ifrån båten i olika vinklar.